# Спетсмарк, Юлия
Юлия Спетсмарк (швед. Julia Spetsmark; род. 30 июня 1989, Арвика, Вермланд) — шведская футболистка.

## Клубная карьера
Юлия Спетсмарк дебютировала в шведском Дамаллсвенскане в 2006 году за команду «Малльбаккенс» в возрасте 17 лет и провела более 100 матчей в чемпионате Швеции. В 2015 году она выступала в женской Лиге Чемпионов УЕФА за «КИФ Эребру», за который в общей сложности провела четыре сезона.
Юлия Спетсмарк подписала контракт с английским клубом «Манчестер Сити» из Женской суперлиги Футбольной ассоциации в январе 2017 года.
После сезона в «Манчестер Сити» Спетсмарк вернулась в Дамаллсвенскан, подписав контракт с клубом «Юргорден» 23 июля 2018 года, за который она забила 6 голов и отдала 2 голевые передачи за 11 матчей
7 января 2019 года американская команда «Норт Каролина Кураж» объявила о том, что подписала Юлию Спетсмарк, которая дебютировала в Национальной женской футбольной лиге и забила свой первый гол в лиге в победном (5:0) матче над «Орландо Прайд» 17 апреля 2019 года.
24 января 2020 года шведская футболистка перешла в португальскую «Бенфику». Спустя неделю она дебютировала за команду в победном (3:1) матче против «Браги».

## Карьера в сборной
Юлия Спетсмарк дебютировала за женскую сборную Швеции в матче с Ираном, проходившем на стадионе Гамла Уллеви в Гётеборге, в октябре 2016 года. Она была включена в состав сборной Швеции на чемпионат Европы 2017 года.

## Достижения
«Норт Каролина Кураж»
- Победитель NWSL: 2019